# Edmar
Edmar Bernardes dos Santos (Araxá, 20 gennaio 1960) è un ex calciatore brasiliano.

## Carriera
Iniziò la propria carriera in patria dove si fece notare per i numerosi gol realizzati laureandosi per due volte capocannoniere del Paulistão (Taubaté ‘80 e Corinthians ‘87), una del Campionato Mineiro (Cruzeiro ‘81) e una volta anche del Brasileirão (Guaranì ‘85). Giocò inoltre con alcuni dei club più prestigiosi del paese: Flamengo, Palmeiras e Corinthians.
Nell’estate 1988 il Pescara, dopo aver conseguito la sua prima salvezza nel massimo campionato, puntò a rinforzare la sua rosa acquistando Edmar, che venne preferito Romario e Geovani. L’attaccante venne pagato circa un miliardo e disputò tre stagioni con la squadra abruzzese, la prima in serie A e le altre due in Serie B.
Inizialmente l’impatto di Edmar col calcio italiano fu abbastanza positivo; fece il suo esordio in Serie A nella prima giornata di campionato 1988/89, in un Pescara-Roma 0-0 e poi la domenica successiva realizzò il suo primo gol contro il Milan di Arrigo Sacchi. Nelle prime nove presenze realizzò tre reti contro avversari blasonati come Milan, Napoli e Fiorentina ma tutte inutili ai fini del risultato. Successivamente le sue prestazioni calarono e perse il posto in squadra venendo spesso mandato in panchina e collezionando qualche apparizione a partita in corso. Riuscì a tornare nel tabellino dei marcatori verso il finale del campionato siglando la rete del pareggio contro il Torino.
Nella stagione seguente, a causa di un infortunio, disputò appena 7 presenze mentre in quella successiva furono 18 con due reti.  Nel 1991 lasciò l’Italia per tornare in Brasile nelle file dell’Atletico Mineiro col quale vinse il Campionato Mineiro. Nel 1994 si trasferì in Giappone nel Vegalta Sendai per poi tornare in Brasile e chiudere la carriera nel 1998 nel Campinas dove giocò insieme a Careca, ex attaccante del Napoli campione d’Italia.

## Palmarès

### Club
- Campionato Brasiliense: 2

Brasília: 1977, 1978
- Campionato paulista: 1

Corinthians: 1988
- Campionato Mineiro: 1

Atlético-MG: 1991

### Nazionale
- Argento olimpico: 1

Seul 1988

### Individuale
- Capocannoniere del Campeonato Brasileiro Série A: 1

1985 (20 gol)
- Capocannoniere del Campionato Paulista: 2

1980 (17 gol), 1987 (19 gol)

## Statistiche

### Cronologia presenze e reti in nazionale
| Cronologia completa delle presenze e delle reti in nazionale ― Brasile | Cronologia completa delle presenze e delle reti in nazionale ― Brasile | Cronologia completa delle presenze e delle reti in nazionale ― Brasile | Cronologia completa delle presenze e delle reti in nazionale ― Brasile | Cronologia completa delle presenze e delle reti in nazionale ― Brasile | Cronologia completa delle presenze e delle reti in nazionale ― Brasile | Cronologia completa delle presenze e delle reti in nazionale ― Brasile | Cronologia completa delle presenze e delle reti in nazionale ― Brasile |
| Data                                                                   | Città                                                                  | In casa                                                                | Risultato                                                              | Ospiti                                                                 | Competizione                                                           | Reti                                                                   | Note                                                                   |
| ---------------------------------------------------------------------- | ---------------------------------------------------------------------- | ---------------------------------------------------------------------- | ---------------------------------------------------------------------- | ---------------------------------------------------------------------- | ---------------------------------------------------------------------- | ---------------------------------------------------------------------- | ---------------------------------------------------------------------- |
| 10-7-1988                                                              | Melbourne                                                              | Brasile                                                                | 0 – 0                                                                  | Argentina                                                              | Amichevole                                                             | -                                                                      | 78’                                                                    |
| 13-7-1988                                                              | Melbourne                                                              | Brasile                                                                | 4 – 1                                                                  | Arabia Saudita                                                         | Amichevole                                                             | 1                                                                      |                                                                        |
| 17-7-1988                                                              | Sydney                                                                 | Australia                                                              | 0 – 2                                                                  | Brasile                                                                | Amichevole                                                             | -                                                                      | 65’                                                                    |
| 28-7-1988                                                              | Oslo                                                                   | Norvegia                                                               | 1 – 1                                                                  | Brasile                                                                | Amichevole                                                             | 1                                                                      | 70’                                                                    |
| 3-8-1988                                                               | Vienna                                                                 | Austria                                                                | 0 – 2                                                                  | Brasile                                                                | Amichevole                                                             | 1                                                                      | 67’                                                                    |
| Totale                                                                 |                                                                        | Presenze                                                               | 5                                                                      |                                                                        | Reti                                                                   | 3                                                                      |                                                                        |